# Charles Lanyon
Charles Lanyon (Eastbourne, 6 gennaio 1813 – Whiteabbey, 31 maggio 1889) è stato un architetto britannico, prevalentemente attivo a Belfast.

## Biografia
Lanyon nacque a Eastbourne, nel Sussex (ora East Sussex) nel 1813. Suo padre era John Jenkinson Lanyon, commissario di bordo della Royal Navy e sua madre era Catherine Anne Mortimer.
Secondo l'educazione a cui fu sottoposto, divenne un apprendista in ingegneria civile con Jacob Owen a Portsmouth. Quando Owen fu promosso a Ingegnere e Architetto senior della Irish Board of Works si trasferì a Dublino, e Lanyon lo seguì. Nel 1835 sposò la figlia di Owen, Helen Elizabeth. Ebbero dieci figli, tra cui Sir William Owen Lanyon, un ufficiale e amministratore di colonie. Charles Lanyon fu per un breve periodo Ispettore di Contea nella Contea di Kildare, prima di trasferirsi nella Contea di Antrim nel 1836. Rimase Ispettore ad Antrim fino al 1860 quando si dimise dalla carica per concentrarsi su lavori e interessi privati.
Lanyon fu eletto sindaco di Belfast nel 1862, e parlamentare conservatore per la città nel 1865 e nel 1868. Nel 1868 fu fatto anche cavaliere e servì il Select Committee on Scientific Instruction, che gettava le basi per l'Education Act for Universal Education  del 1871.
Perse il seggio a Westminster, ma divenne un consigliere del Consiglio cittadino di Belfast dal 1861 al 1871. Dal 1866 fu anche Commissario. Lavorò anche come sottotenente per la Contea di Antrim e fu eletto sceriffo nel 1876. Fu anche Giudice di Pace per parecchi anni.
Tra gli altri lavori è stato direttore della Blackstaff Flax Spinning Company e presidente di molte compagnie ferroviarie. Fu eletto direttore della Northern Counties Railway nel 1870, ma rinunciò nel 1887 a causa del suo stato di salute. A fianco delle sue attività lavorative fu un massone e divenne anche Maestro Muratore dei massoni d'Irlanda.
Lanyon visse alla The Abbey, una magione a Whiteabbey, che diventò un sanatorio durante la prima guerra mondiale e ora è parte dell'ospedale di Whittabbey. Morì lì il 31 maggio 1889 ed è sepolto nel cimitero di Newtownbreda.

## Lavori celebri

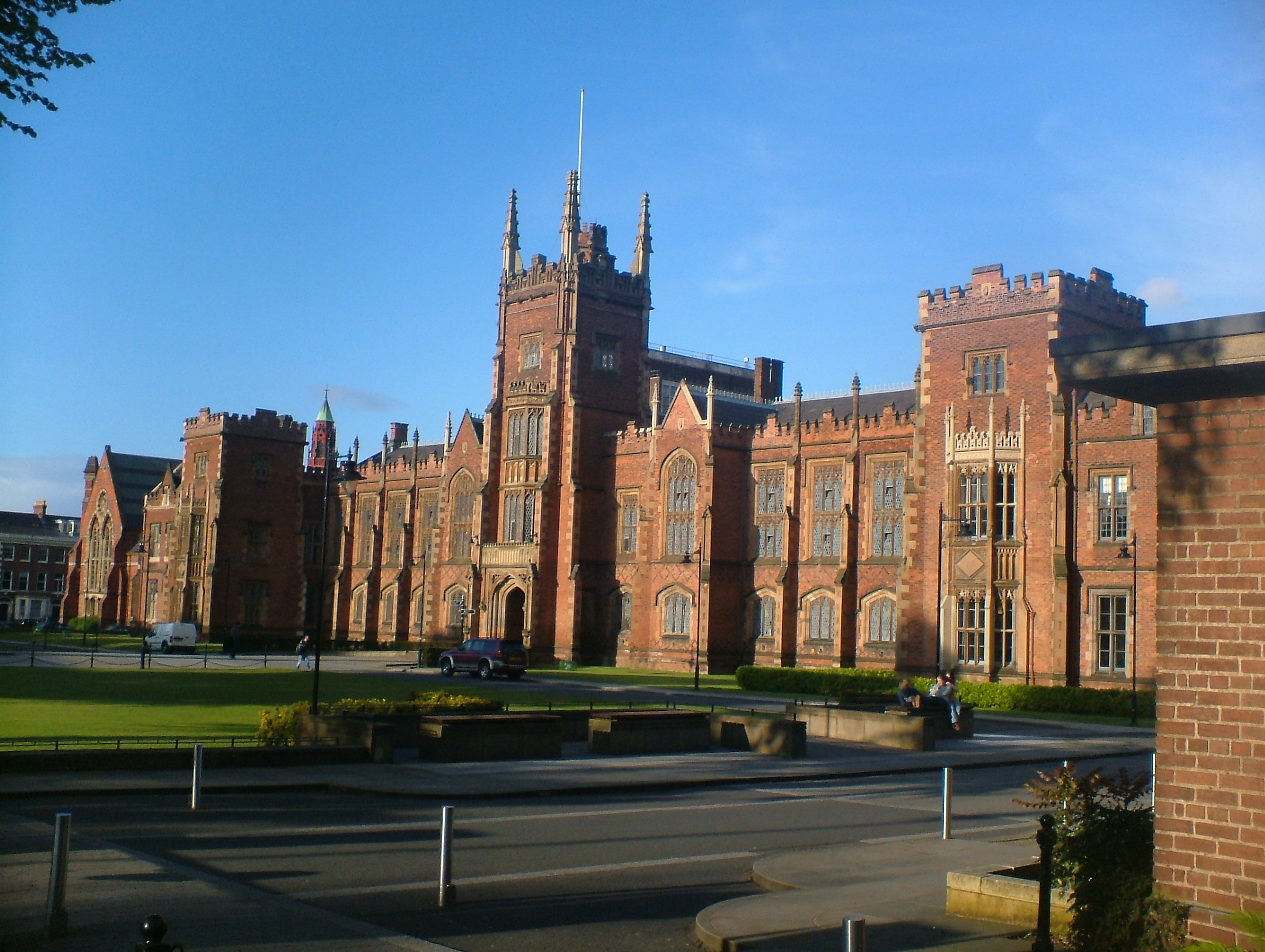
Il Lanyon Building è l'edificio più grande del Queen.

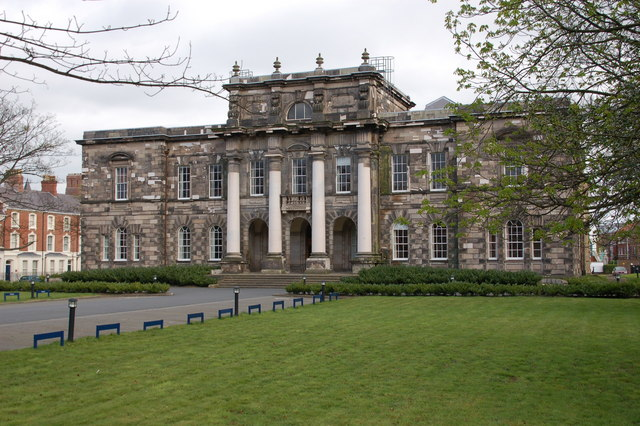
Union Theological College, poi Assembly's College

### Strada Costiera di Antrim (1832 - 1842)
La zona nord della costa di Antrim fu difficile da raggiungere per molti anni. I Commissari irlandesi per i lavori pubblici promossero la costruzione della Strada costiera di Antrim tra il 1832 e il 1842 ad opera dell'ingegnere civile William Bald. Lanyon all'epoca era il perito della contea (1836 - 1842) ed ebbe un importante ruolo di supervisione. La strada comincia a Larne, per proseguire attraverso Ballygalley, Glenarm, Carnlough, Glenariff fino a Ballycastle. La sua costruzione comportò la rimozione di centinaia di tonnellate di roccia usando esplosivi, e costruendo pareti sul mare. Parte della strada comprende il viadotto di Glendun.

### Palazzo di giustizia di Ballymoney (1838)
Questo è uno dei primi edifici di Lanyon e fu completato nel 1838. Il costo fu di £1.125 sterline, più £40 sterline per la panchina e il raccordo. È fatto principalmente di blocchi di basalto con rivestimento di mattoni. Il vano della porta principale è circondato da una spessa cornice di pietra. Molte cornici e davanzali delle finestre sono fatte di basalto marrone. Stranamente non è più un edificio.

### Strada di Frosses (1839)
Quando fu necessaria una strada da Ballymena a Ballymoney, fu costruita la larga Frosses Bog. Lanyon piantò 1500 Abeti di Douglas su due file così che le strade si confondono e creò usa superficie su cui poter costruire una strada.

### Viadotto di Glendun, Glendun (1839)
Questo enorme viadotto a forma di arco fu completato nel 1839.

### Palm House, Botanic Gardens, Belfast (1840)
La Palm House è l'unico edificio di questo tipo progettato da Lanyon. È una struttura di archi di ferro e pareti di vetro ed è una dei più antichi edifici di questo tipo esistenti al mondo.
Lanyon ha progettato anche la Palm House a Kew Gardens a Londra, che è simile a quella che si trova a Belfast.

### St. John's Church, Whitehouse (1840)
Questa chiesa fu inaugurata nel 1840 in licenza. Il costo per la costruzione fu di £716.160 sterline. Era ed è ancora una delle chiese più famose della Parrocchia di Carnmoney. Fu progettata gratuitamente da Lanyon poiché faceva parte di quella parrocchia. A lato della chiesa Lanyon costruì una piccola chiesa con £300 sterline, che fu usata fino al 1930. Ora è usata come magazzino NAAFI per le truppe durante la seconda guerra mondiale, ma fu demolita nel 1965 per costruire il nuovo ingresso della chiesa.

### St John's, Glynn (1841)
Fu costruito nel 1841 per un costo di £800 sterline.

### Chiesa della Parrocchia di Raloo, Glenoe (1842)
Questa chiesa fu costruita nel 1842 al costo di £436 sterline e fu progettata per contenere l'intera popolazione del villaggio (meno di 200 persone).

### Gills Almshouses, Carrickfergus (1842)
Fu costruita per rimpiazzare le vecchie case di carità nel 1842 che erano in pessimo stato. La facciata è simmetrica con gli altri lati con mattoni neri sul tetto, è costruita con normale roccia arenaria, dipinta di bianco. La Almshouse non è sempre stata bianca. La pietra arenaria si era sbriciolata, così fu dipinta. Questo spiega perché le pareti bianche spiccano rispetto alle pareti degli altri edifici.
Nowadays it appears that the almshouses rival the inmates in their decayed circumstances, for, while the black and white paint-work is tidy, the facade shows an alarming inclination to land at the feet of those who stand in front to admire it. This is a good little building, adding much to the town's seafront, and worthy of careful renovation. Happily the James Butcher Housing Association is now undertaking this work.»
(Ulster Architectural Heritage)

### Ulster Institute per i sordi, i muti e i ciechi, Lisburn Road, Belfast (1845)
Lanyon costruì questo grande edificio di mattoni rossi a Lisburn Road, al posto suo oggi troviamo il Medical Biology Centre (MBC), edificio della Queen's University di Belfast sulla quale egli costruì il Queens College. Diversamente da questo secondo edificio, non fu tenuto bene e venne demolito del 1965.

### Randalstown Viaducts, Randalstown (1847)
Di questi due ponti, solo il più alto è di Lanyon, il più recente dei due è stato progettato da Sir Charles. Questo ponte è un viadotto a 4 archi.

### Queen's University (1849)
Lanyon progettò l'edificio principale della Queen's University di Belfast nel 1849, il design della torre centrale si ispirò sul Magdalene College di Oxford, e si ripete nelle torri più piccole. Il retro dell'edificio non è complesso come la parte frontale, poiché l'istituto aveva dei problemi di fondi. L'edificio è famoso per la sua facciata di architettura gotica e la Great Hall.
L'atrio principale dell'edificio di Lanyon ospita una grande statua di Galileo. Famoso per le sue innovazioni nella Fisica, fu un grande pensatore e filosofo, per cui nella statua è raffigurato seduto. Si dice che strofinare la mano sul piede destro della statua porti fortuna agli studenti. Voci recenti sono state diffusione a proposito del corpo studentesco che quando l'orologio posto sopra la statua segna le undici e undici minuti, la statua sembra strizzare gli occhi. Alcuni hanno negato dicendo che si tratta di un'illusione ottica.
La Great Hall subì una ristrutturazione di £2.5 milioni di sterline nel 2002, riportandola al progetto originale di Lanyon. La ristrutturazione fu finanziata dalla lotteria nazionale e la sala fu riaperta dal Principe di Galles. Lanyon progettò anche il vicino Union Theological College.
La biblioteca al Queens fu costruita originariamente da Charles Layon, ma pochi anni dopo si decise per una espansione. QUB fece uscire un bando pubblico per l'appalto che fu vinto da Lanyon. Così l'edificio è chiamato “Lanyon and Lanyon Library”.

### The Abbey, Whiteabbey (1850)
Whiteabbey, un villaggio nella parrocchia di Carnmoney, Baronato di Belfast, Contea di Antrim e provincia di Ulster, 4 miglia a nord di Belfast sulla riva del Lago di Belfast; conta 71 case e 391 abitanti.  Prende il suo nome da una vecchia abbazia le cui pittoresche rovine comprendono una cappella, i resti della quale denotano lo stile architettonico inglese antico, ma in che momento o con che nome o da chi fu costruita al momento non è noto.
Lewis, Samuel,
```
“A Topographical Dictionary of Ireland, Vol:II”, 
```

London: S Lewis & Co. 1837, p712
Questa casa fu progettata e costruita nel 1850 per Richard Davidson, al posto del cottage di Samuel Getty. Fu chiamata The Abbey perché in quel luogo si trovava una vecchia abbazia cistercense.

Abbey, la residenza di William Getty Esquire, è una casa spaziosa e bella, possiede un gran gusto nello stile architettonico e presenta eleganti ornamenti e rifiniture in pietra sulla facciata anteriore. Si trova su un bel prato di circa 10 acri, che sono ben curati e coltivati. Abbey fu costruita nel 1835.
Ordnance Survey, Memoirs of Ireland, Parishes of County Antrim 1, 1838-9
Nel 1897, la casa fu acquistata dalla Granville Hotel Company per utilizzarla come centro di idroterapia per i malati di tubercolosi, applicando la tecnica del naturopata Sebastian Kneipp.
 
La residenza di Sir Charles Lanyon a Whiteabbey vicino a Belfast è stata acquistata per essere trasformata in un centro per l'idroterapia. Si estende per 33 acri ed è un luogo molto pittoresco.
The Irish Builder, 15 aprile, 1897

Whiteabbey – A Whiteabbey vicino a Belfast, la casa nota come “The Abbey” ufficialmente il posto di Sir Charles Lanyon fu acquistata dalla Granville Hotel Company e convertita in una clinica all'avanguardia. Sono stati aggiunti nuovi bagni e presto sarà costruita una nuova ala.
The Irish Builder, 1 decembre, 1899, p200
La clinica privata divenne il Sanatorium di Whiteabbey Sanatorium durante la prima guerra mondiale, quindi divenne il Whiteabbey Hospital negli anni trenta, con la costruzione del Lanyon Building. Ancora oggi è un ospedale per malati non gravi con una unita di pronto soccorso.

### Crumlin Road, Prigione e Palazzo di Giustizia (1848/1850)
Lanyon progettò la Prigione di Crumlin Road e il Palazzo di giustizia che si trova di fronte, tra il 1846 e il 1850. Costruiti in uno stile innovativo per il periodo e basati sulla prigione di Pentonville di Londra, il design è noto come "sistema cellulare radiale", e "The Crum" fu il primo ad essere costruito in questo modo in Irlanda. L'edificio ha quattro ali separate, ognuna delle quali a tre o quattro piani. In totale ci cono 640 celle singole che hanno piccole finestre alle porte che permettono l'ispezione. Un tunnel sotterraneo collega la prigione al palazzo di giustizia che si trova dall'altra parte della strada. Attualmente l'edificio è fatiscente. Tuttavia a causa del suo significato storico e architettonico è in programma una sua ristrutturazione.
Gli esperti dicono che l'esperienza di Lanyon con le chiese e le sale di lettura abbia influito nella costruzione del palazzo di giustizia. Charles fu incaricato di mantenere il costo della costruzione entro le £16.000 sterline. L'edificio ha due piani in uno stile classico Neo-Palladiano. Fu ampliato nel 1905 quando furono aggiunte nuove sezioni ai lati della facciata. Fu chiuso nel giugno 1998 dopo 150 anni di attività. Fu venduto a Barry Gilligan nel 2003. L'8 febbraio 2004 ci fu un incendio che distrusse il palazzo di giustizia. L'edificio fu parzialmente sistemato e fu usato dai giovani del luogo come bar, e fu una attrazione per gli esploratori urbani dell'Irlanda del Nord. Il 12 marzo 2009 il palazzo di giustizia fu attaccato nuovamente dalle fiamme, che distrussero parte degli uffici. Alla fine, il 15 agosto 2009, un incendio più grande distrusse la maggior parte di quello che era rimasto, con il risultato che l'edificio divenne pericoloso

### Abbeydene, Whiteabbey (1850)
Abbeydene fu costruita nel 1850 per John Finlay, che era un mercante di lino e stoppa. L'edificio è fatto di pietra arenaria dorata, ed ha una grande entrata con una grande porta di legno e molti pilastri di pietra. Dal 1895 al 1959 ci abitò Edward Robinson di “Robinson and Cleavers”. Abbeydene era nota ll'inizio come Lismara quando era la casa di Crawford McCullagh, fu rinominata nel 1948 quando divenne una casa di cura. È stata recentemente ristrutturata per farla ritornare una residenza.

### Customs House
Lanyon progettò la Custom House nel 1857 e da molti è considerata una delle migliori opere architettoniche di Belfast. Costruita in stile rinascimentale italiano, l'edificio ospita statue della Britannia, di Nettuno e di Mercurio. Fino agli anni cinquanta i gradini dell'edificio servivano come Speaker's Corner. Fu qui che il capo del sindacato James Larkin indirizzò una folle di 20.000 persone. Lo scrittore Anthony Trollope lavorò qui prima di diventare famoso. Oggi, Customs House Square e l'adiacente Queen's Square sono il cuore dei Belfast City Centre, adibito a concerti ed eventi pubblici gratuiti. Si trovano qui anche il McHugh's Bar e The Albert Clock.

### Chiesa Presbiteria di Sinclair Seaman
Lanyon progettò la chiesa presbiteria di Sinclair Seaman nel 1856. Thomas Sinclair commissionò la chiesa in memoria di suo padre John Sinclair, che era un commercianti di Belfast. Trovandosi a Corporation Square nel cuore del porto di Belfast, nota con il nome di Sailortown, la chiesa ha un distintivo tema marittimo. Il leggio è fatto a forma di prua di nave. C'è anche un timone e un argano in ottone di un relitto della prima guerra mondiale, le luci di navigazione di una chiatta Guinness e una campana da una corazzate ante-Prima Guerra Mondiale, la HMS Hood.

### Castello Leslie
Si trova a Glaslough, nella Contea di Monaghan, dove Lanyon progettò un castello per John Leslie nel 1870. Leslie era un discendente del Vescovo Charles Leslie.

## Altri lavori

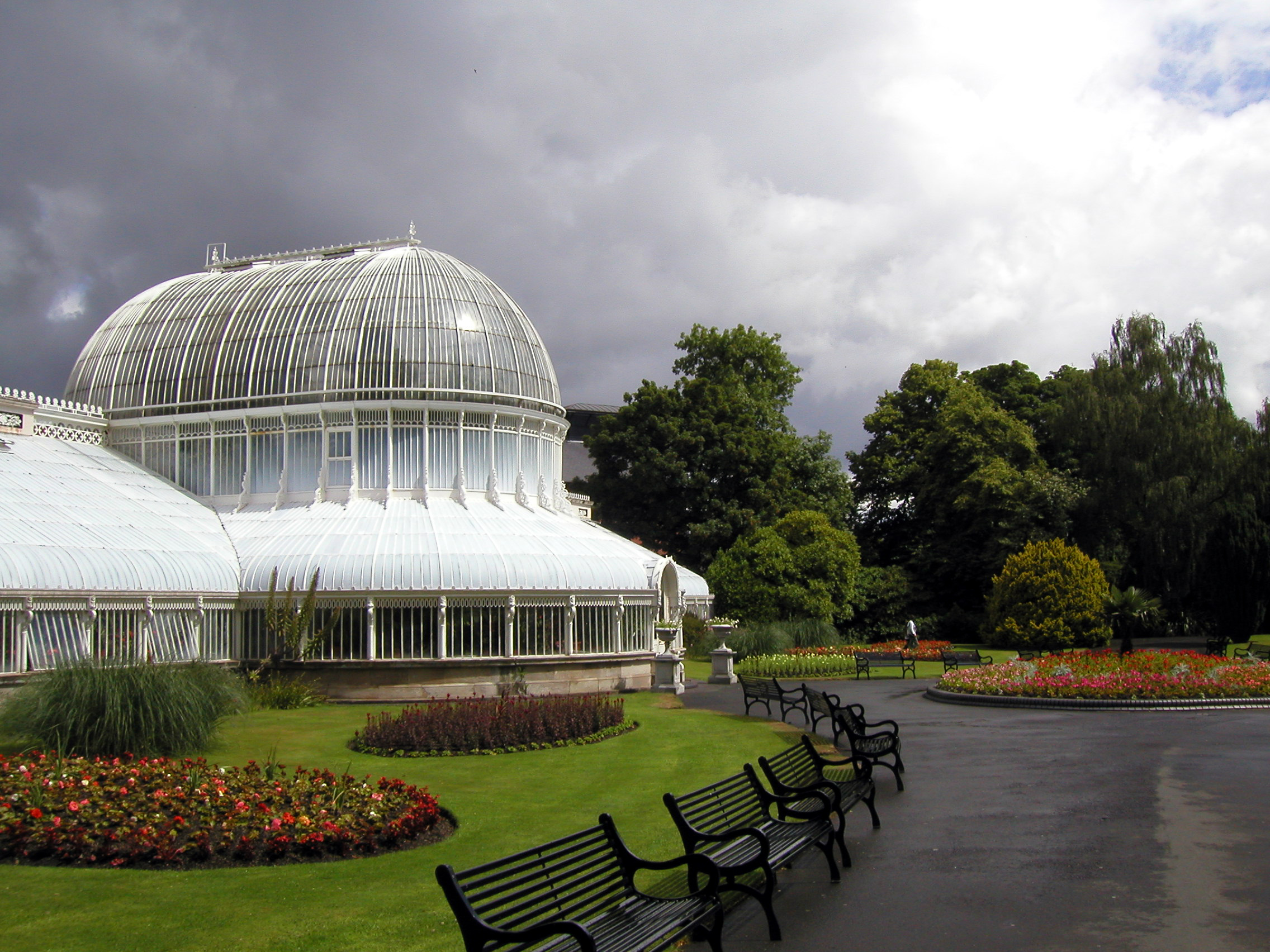
Giardini botanici a Belfast - Palm House

Altri lavori di Lanyon includono la Linenhall Library, il Castello di Belfast, the Palm House ai Giardini Botanici di Belfast, la Stranmillis House, The Assembly Rooms a Waring Street, the Masonic Hall ad Arthur Square e sia il Queen's Bridge che l'Ormeau Bridge. Progettò anche la Chiesa Metodista di Falls Road, Divis Street, Belfast, che fu aperta nel 1854 e chiusa nel 1966 quando fu sostituita dalla Divis Tower.
Fuori da Belfast, Lanyon è famoso per aver piantato frassini nel 1839. Lanyon piantò circa 1.500 pini silvestri lungo quella che oggi è la Autostrada A26, poco a nord della città di Ballymena. Gli alberi a strapiombo sono un paesaggio ben noto ai viaggiatori di quella strada verso la costa nord di Antrim. Per ragioni di sicurezza la maggior parte degli alberi originali sono stati abbattuti, ora ne rimangono 104. Il campanile dell'Università di Dublino fu progettato da Lanyon e completato nel 1852.
Lanyon ridisegnò il Castello di Killyleagh e progettò la residenza, i ponti, i viadotti e i mausolei di Drenagh, oltre 50 chiese a Belfast e in tutta l'Irlanda.

## Eredità
Accanto a William J. Barre, Lanyon è considerato il più importante architetto di Belfast dell'Epoca vittoriana. Durante questo periodo Belfast si espanse molto, diventando la città industriale più importante dell'Irlanda, in poco tempo ebbe una popolazione maggiore di Dublino. Lanyon stipulò una partnership nel 1854 con il suo ex apprendista William Henry Lynn. Nel 1860 i due si associarono con il figlio di Charles, John Lanyon e fondarono la Lanyon, Lynn and Lanyon. La società fu sciolta nel 1872.
A Wellington Place c'è una placca blu commemorativa che ricorda Lanyon. Il luogo in cui si trova la Waterfront Hall a Belfast è stato chiamato Lanyon Place in suo onore. Il premio Sir Charles Lanyon Memorial è vinto dagli studenti dell'ultimo anno di architettura alla Queen's University.